# Rhus muelleri
Rhus muelleri är en sumakväxtart som beskrevs av Standley & F. A. Barkley. Rhus muelleri ingår i släktet sumaker, och familjen sumakväxter. Inga underarter finns listade i Catalogue of Life.